# Hermonassa finitima
Hermonassa finitima är en fjärilsart som beskrevs av W. Warren 1909. Hermonassa finitima ingår i släktet Hermonassa och familjen nattflyn. Inga underarter finns listade i Catalogue of Life.